# Pic à ailes rousses
Piculus simplex
Espèce
Statut de conservation UICN

 LC  : Préoccupation mineure
Le Pic à ailes rousses (Piculus simplex) est une espèce d'oiseau de la famille des Picidae.